# Tandai járás

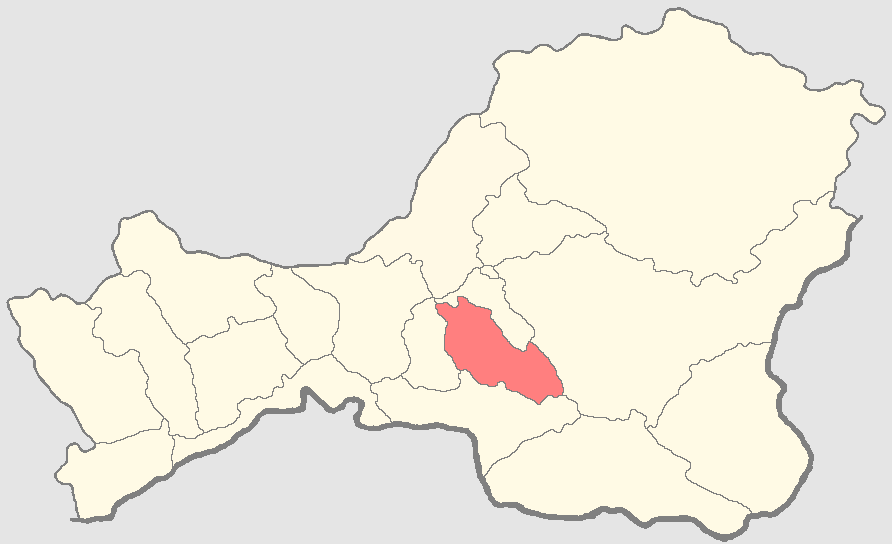
A Tandai járás a Tuva Köztársaságban

A Tandai járás (oroszul Тандинский кожуун, tuvai nyelven Таңды кожуун) Oroszország egyik járása a Tuvai Köztársaságban. Székhelye Baj-Haak.

## Népesség
- 2002-ben 13 827 lakosa volt.
- 2010-ben 13 994 lakosa volt.